# Edizioni di Windows 10
Windows 10 ha dodici edizioni, tutte con diverse serie di funzioni, casi d'uso o dispositivi previsti. Alcune edizioni sono distribuite solo sui dispositivi direttamente dal produttore di un dispositivo, mentre le edizioni come Enterprise e Education sono disponibili solo attraverso i canali di multilicenza. Microsoft rende inoltre disponibili le versioni di Windows 10 per i produttori di dispositivi per l'utilizzo su classi specifiche di dispositivi, inclusi smartphone (Windows 10 Mobile) e dispositivi IoT.

## Edizioni di base
Le edizioni di base sono le uniche edizioni disponibili come acquisti nei punti vendita al dettaglio.

### Home
Windows 10 Home è progettato per l'uso su PC, tablet e PC 2 in 1. Include tutte le funzionalità rivolte ai "consumatori".

### Pro
Windows 10 Pro include tutte le funzionalità di Windows 10 Home, con funzionalità aggiuntive orientate agli ambienti "business", come ad esempio: registrazione su dominio, Desktop remoto, BitLocker, Hyper-V, e Windows Defender Device Guard.

### Pro for Workstations
Windows 10 Pro for Workstations è progettato per l'hardware di fascia alta per attività e supporti di calcolo intensivi Intel Xeon, AMD Opteron e gli ultimi processori AMD Epyc; fino a quattro CPU; fino a 6 TB RAM; il file system ReFS; Non-Volatile Dual In-line Memory Module (NVDIMM); e remote direct memory access (RDMA).

## Edizioni organizzative
Queste edizioni aggiungono funzionalità per facilitare il controllo centralizzato di molte installazioni del sistema operativo all'interno di un'organizzazione. La strada principale per acquisirli è un contratto volume licensing con Microsoft.

### Education
Windows 10 Education è distribuito tramite un Academic Volume Licensing. È stato realizzato da Windows 10 Enterprise e inizialmente aveva le stesse funzionalità. A partire dalla versione 1709, tuttavia, questa edizione ha meno funzioni.

### Pro Education
Questa edizione è stata introdotta a luglio 2016 per i partner hardware sui nuovi dispositivi acquistati con la licenza accademica scontata. È stato realizzato fuori dalla versione Pro di Windows 10 e contiene principalmente le stesse funzionalità di Windows 10 Pro con diverse opzioni disabilitate per impostazione predefinita e aggiunge opzioni per l'installazione e la distribuzione in un ambiente educativo. Dispone inoltre di un'app "Set Up School per PC" che consente il provisioning delle impostazioni tramite USB flash drive e non include Cortana, i suggerimenti di Microsoft Store e Windows Spotlight.

### Enterprise
Windows 10 Enterprise fornisce tutte le funzionalità di Windows 10 Pro, con funzionalità aggiuntive per assistere le organizzazioni IT. Windows 10 Enterprise è configurabile su tre rami, Canale semiannuale, Canale semiannuale (mirato) e Windows Insider.

### Enterprise LTSC
Enterprise LTSC (Long-Term Servicing Channel) è una versione di supporto a lungo termine di Windows 10 Enterprise rilasciata ogni 2 o 3 anni. Ogni versione è supportata con aggiornamenti di sicurezza per 10 anni dopo il rilascio e non riceve intenzionalmente aggiornamenti di funzionalità. Alcune funzionalità, tra cui Microsoft Store e app in bundle, non sono incluse in questa edizione. Questa edizione fu in principio rilasciata come Windows 10 Enterprise LTSB (Long-Term Servicing Branch). Ci sono attualmente 4 versioni di LTSC: una del 2015 (versione 1507), una del 2016 (versione 1607), una del 2018 (versione 1809) e una del 2021 (versione 21H2).

## Edizioni specifiche per dispositivo
Queste edizioni sono concesse solo ai produttori di dispositivi. La via principale per acquistare queste edizioni è attraverso l'acquisto di dispositivi specifici (ad esempio smartphone) che li hanno preinstallati.

### IoT
Progettato specificamente per l'utilizzo in piccoli dispositivi a basso costo IoT. È una versione rimarcata dei precedenti sistemi operativi embedded di Microsoft, Windows Embedded. Sono già state annunciate tre edizioni: IoT Core, IoT Enterprise e IoT Mobile Enterprise.

### Team
Windows 10 Team è una versione specifica per dispositivo di Windows 10 caricata su Surface Hub.

## Edizioni non più supportate
Le seguenti edizioni di Windows 10 sono state interrotte, ovvero non facevano parte di Windows 10 versione 1803. (Sia per Mobile che Mobile Enterprise, Microsoft ha confermato che stava uscendo dal mercato dei dispositivi mobili per consumatori, quindi non è disponibile alcun prodotto successivo.)

### Mobile
Windows 10 Mobile è progettato per smartphone e tablet di piccole dimensioni. Comprende tutte le funzionalità di base del consumatore, inclusa la funzionalità Continuum. È il successore de facto di Windows Phone 8.1 e Windows RT.

### Mobile Enterprise
Windows 10 Mobile Enterprise offre tutte le funzionalità di Windows 10 Mobile, con funzionalità aggiuntive per assistere le organizzazioni IT, in modo simile a Windows 10 Enterprise, ma ottimizzato per i dispositivi mobili.

### S
Windows 10 S è una versione limitata di Windows 10 progettata principalmente per dispositivi di fascia bassa nel mercato dell'istruzione. Ha una configurazione iniziale e una procedura di accesso più veloce e consente di eseguire il provisioning dei dispositivi utilizzando un'unità USB con l'app "Set Up School PCs". Windows 10 S consente solo l'installazione di software (sia Universal Windows Platform che Windows API app da Microsoft Store, anche se riga di comando programmi o shell (anche da Microsoft Store) non sono consentiti. Le impostazioni di sistema sono bloccate per consentire solo a Microsoft Edge di essere il browser web predefinito con Bing come motore di ricerca. Il sistema operativo può essere aggiornato a Windows 10 "Pro" a pagamento, per consentire l'installazione di software senza restrizioni. Tutti i dispositivi Windows 10 S includono un abbonamento gratuito di un anno a "Minecraft: Education Edition". I critici hanno confrontato l'edizione con Windows RT e l'hanno considerata un concorrente di Chrome OS.
Nel marzo 2018, Microsoft ha annunciato che avrebbe eliminato gradualmente Windows 10 S, citando la confusione tra produttori e utenti finali. Microsoft prevede di sostituire questa edizione con la possibilità per i fornitori di spedire i propri dispositivi Windows 10 Home o Pro in "Modalità S", in cui Windows è impostato per consentire solo l'installazione delle applicazioni da Microsoft Store, ma non richiede il pagamento per disabilitare le restrizioni.

## Varianti
Come con le precedenti versioni di Windows da XP, tutte le edizioni di Windows 10 per PC hanno variazioni "N" e "KN" in Europa e Corea del Sud che escludono determinate funzionalità multimediali in bundle, inclusi lettori multimediali e componenti correlati, al fine di rispettare le sentenze degli antitrust. È possibile installare "Media Feature Pack" per ripristinare queste funzionalità.
Come per Windows 8.1, per gli OEM è disponibile una SKU a prezzo ridotto "Windows 10 with Bing"; è sovvenzionato dall'avere il motore di ricerca Bing di Microsoft impostato come predefinito, che non può essere modificato da un OEM diverso per un motore di ricerca diverso. È inteso principalmente per dispositivi a basso costo, ed è altrimenti identico a Windows 10 Home.
Nel maggio 2017 è stato riferito che Microsoft, come parte della sua partnership con China Electronics Technology Group, ha creato una versione appositamente modificata di Windows 10 Enterprise progettata per l'uso all'interno di filiali del governo cinese. Questa versione è preconfigurata per "rimuovere le funzionalità che non sono necessarie ai dipendenti del governo cinese" e consentire l'uso dei suoi algoritmi di crittografia interni.

## Grafico comparativo
| Elemento                                | Significato |
| --------------------------------------- | --- |
| Sì                                      | La funzione è presente nell'edizione specificata |
| Si, dalla [versione dell'aggiornamento] | La funzionalità è presente nell'edizione specificata dopo aver installato un determinato aggiornamento |
| No                                      | La funzione è assente nell'edizione specificata |
| [Spiegazione]                           | La funzionalità è in parte presente nell'edizione specificata |
| [Spiegazione], dall' [aggiornamento]    | La funzionalità è in parte presente nell'edizione specificata, dopo aver installato un determinato aggiornamento (potrebbe essere stato completamente presente prima di tale aggiornamento o non essere affatto presente) |

| Funzioni                                               | Home                           | Pro                                    | Pro Education                          | Education                              | Enterprise                             |
| ------------------------------------------------------ | ------------------------------ | -------------------------------------- | -------------------------------------- | -------------------------------------- | -------------------------------------- |
| Architettura                                           | IA-32, x86-64                  | IA-32, x86-64                          | IA-32, x86-64                          | IA-32, x86-64                          | IA-32, x86-64                          |
| Disponibilità                                          | OEM, Retail                    | OEM, Retail, Volume licensing          | Academic Volume Licensing              | Volume licensing                       | Volume licensing                       |
| Ha le varianti N o KN?                                 | Sì                             | Sì                                     | Sì                                     | Sì                                     | Sì                                     |
| Memoria fisica massima (RAM)                           | 4 GB su IA-32 128 GB su x86-64 | 4 GB su IA-32 2 TB (2048 GB) su x86-64 | 4 GB su IA-32 2 TB (2048 GB) su x86-64 | 4 GB su IA-32 2 TB (2048 GB) su x86-64 | 4 GB su IA-32 2 TB (2048 GB) su x86-64 |
| Livello minimo di telemetria                           | Di base                        | Di base                                | Di base                                | Sicurezza                              | Sicurezza                              |
| Continuo                                               | Sì                             | Sì                                     | Sì                                     | Sì                                     | Sì                                     |
| Sicurezza familiare e controllo parentale              | Sì                             | Sì                                     | No                                     | No                                     | No                                     |
| Cortana                                                | Sì                             | Sì                                     | Si, disabilitato di default            | Si, dalla 1703                         | Sì                                     |
| Crittografia del dispositivo hardware                  | Sì                             | Sì                                     | Sì                                     | Sì                                     | Sì                                     |
| Microsoft Edge                                         | Sì                             | Sì                                     | Sì                                     | Sì                                     | Sì                                     |
| Supporto per più Language Pack                         | Sì                             | Sì                                     | Sì                                     | Sì                                     | Sì                                     |
| Gestione dei dispositivi mobili                        | Sì                             | Sì                                     | Sì                                     | Sì                                     | Sì                                     |
| Side-loading di linea delle app aziendali              | Sì                             | Sì                                     | Sì                                     | Sì                                     | Sì                                     |
| Desktop virtuali                                       | Sì                             | Sì                                     | Sì                                     | Sì                                     | Sì                                     |
| Windows Hello                                          | Sì                             | Sì                                     | Sì                                     | Sì                                     | Sì                                     |
| Windows Spotlight                                      | Sì                             | Sì                                     | No                                     | Sì                                     | Sì                                     |
| Suggerimenti di Microsoft Store                        | Sì                             | Sì                                     | Si, possono essere disabilitati        | No                                     | No                                     |
| Desktop remoto                                         | Solo client                    | Client ed host                         | Client ed host                         | Client ed host                         | Client ed host                         |
| App remote                                             | Solo client                    | Solo client                            | Solo client                            | Client ed host                         | Client ed host                         |
| supporto ReFS                                          | Non può creare, dalla 1709     | Non può creare, dalla 1709             | Non può creare, dalla 1709             | Non può creare, dalla 1709             | Sì                                     |
| Windows Subsystem per Linux                            | solo SKU 64-bit , dalla 1607   | solo SKU 64-bit , dalla 1607           | solo SKU 64-bit , dalla 1607           | solo SKU 64-bit , dalla 1607           | solo SKU 64-bit , dalla 1607           |
| Hyper-V                                                | No                             | Solo SKU 64-bit                        | Solo SKU 64-bit                        | Solo SKU 64-bit                        | Solo SKU 64-bit                        |
| Assigned Access 8.1                                    | No                             | Sì                                     | Sì                                     | Sì                                     | Sì                                     |
| BitLocker                                              | No                             | Sì                                     | Sì                                     | Sì                                     | Sì                                     |
| Business Store                                         | No                             | Sì                                     | Sì                                     | Sì                                     | Sì                                     |
| Accesso condizionale                                   | No                             | Sì                                     | Sì                                     | Sì                                     | Sì                                     |
| È possibile rinviare gli aggiornamenti?                | No                             | Sì                                     | Sì                                     | Sì                                     | Sì                                     |
| Device Guard                                           | No                             | Sì                                     | Sì                                     | Sì                                     | Sì                                     |
| Enterprise data protection                             | No                             | Sì                                     | Sì                                     | Sì                                     | Sì                                     |
| Enterprise Mode Internet Explorer (EMIE)               | No                             | Sì                                     | Sì                                     | Sì                                     | Sì                                     |
| Entrare in un dominio e gestione Group Policy          | No                             | Sì                                     | Sì                                     | Sì                                     | Sì                                     |
| Accoppiamento a Microsoft Azure Active Directory       | No                             | Sì                                     | Sì                                     | Sì                                     | Sì                                     |
| Private catalog                                        | No                             | Sì                                     | Sì                                     | Sì                                     | Sì                                     |
| Windows Analytics                                      | No                             | Sì                                     | Sì                                     | Sì                                     | Sì                                     |
| Windows Information Protection                         | No                             | Sì                                     | Sì                                     | Sì                                     | Sì                                     |
| Windows Update for Business                            | No                             | Sì                                     | Sì                                     | Sì                                     | Sì                                     |
| Windows To Go                                          | No                             | Sì                                     | Sì                                     | Sì                                     | Sì                                     |
| AppLocker                                              | No                             | No                                     | No                                     | Sì                                     | Sì                                     |
| BranchCache                                            | No                             | No                                     | No                                     | Sì                                     | Sì                                     |
| Credential Guard (Pass the hash mitigations)           | No                             | No                                     | No                                     | Sì                                     | Sì                                     |
| DirectAccess                                           | No                             | No                                     | No                                     | Sì                                     | Sì                                     |
| Microsoft App-V                                        | No                             | No                                     | No                                     | Sì                                     | Sì                                     |
| Microsoft Desktop Optimization Pack (MDOP)             | No                             | No                                     | No                                     | Sì                                     | Sì                                     |
| Microsoft UE-V                                         | No                             | No                                     | No                                     | Sì                                     | Sì                                     |
| Avvia il controllo dello schermo con Criteri di gruppo | No                             | No                                     | No                                     | Sì                                     | Sì                                     |
| Controllo dell'esperienza utente e blocco              | No                             | No                                     | No                                     | Sì                                     | Sì                                     |
| Unified Write Filter (UWF)                             | No                             | No                                     | No                                     | Sì                                     | Sì                                     |
| Opzione di assistenza LTSC disponibile                 | No                             | No                                     | No                                     | No                                     | Sì                                     |
| Funzioni                                               | Home                           | Pro                                    | Pro Education                          | Education                              | Enterprise                             |

La formula di licenza OEM di Microsoft tiene conto delle dimensioni del display, della capacità della RAM e della capacità di archiviazione. A metà 2015, i dispositivi con 4 GB di RAM avrebbero dovuto essere più costosi di 20 dollari rispetto ai dispositivi con 2 GB di RAM.

## Percorso di aggiornamento

### Aggiornamento gratuito
Al momento del lancio, Microsoft ha ritenuto che Windows 7 (con Service Pack 1), Windows 8 e Windows 8.1 potessero essere aggiornati gratuitamente a Windows 10, a condizione che l'aggiornamento avvenga entro un anno dalla data di rilascio iniziale di Windows 10. Windows RT e le rispettive edizioni Enterprise di Windows 7, 8 e 8.1 sono stati esclusi da questa offerta.
| Versione windows ed edizione | Edizione Windows 10 |
| ---------------------------- | ------------------- |
| Windows 7 Starter            | Home                |
| Windows 7 Home Basic         | Home                |
| Windows 7 Home Premium       | Home                |
| Windows 7 Professional       | Pro                 |
| Windows 7 Ultimate           | Pro                 |
| Windows 8.1 con Bing         | Home                |
| Windows 8.1                  | Home                |
| Windows 8.1 Pro              | Pro                 |
| Windows Phone 8.1            | Mobile              |

### Aggiornamento commerciale
La seguente tabella riepiloga i possibili percorsi di aggiornamento che è possibile eseguire, a condizione che vengano acquistate le licenze appropriate.
| Elemento  | Significato                                                                         |
| --------- | ----------------------------------------------------------------------------------- |
| Sì        | È possibile eseguire l'aggiornamento completo, preservando app, impostazioni e dati |
| No        | L'aggiornamento completo non è possibile                                            |
| Downgrade | L'aggiornamento completo è possibile ma si verificherà una perdita di funzionalità  |

| Versione Windows     | Edizione Windows | Obbiettivo dell'aggiornamento | Obbiettivo dell'aggiornamento | Obbiettivo dell'aggiornamento | Obbiettivo dell'aggiornamento | Obbiettivo dell'aggiornamento |
| Versione Windows     | Edizione Windows | Windows 10 Home               | Windows 10 Pro                | Windows 10 Pro Education      | Windows 10 Enterprise         | Windows 10 Education          |
| -------------------- | ---------------- | ----------------------------- | ----------------------------- | ----------------------------- | ----------------------------- | ----------------------------- |
| Windows 7            | Starter          | Sì                            | Sì                            | Sì                            | No                            | Sì                            |
| Windows 7            | Home Basic       | Sì                            | Sì                            | Sì                            | No                            | Sì                            |
| Windows 7            | Home Premium     | Sì                            | Sì                            | Sì                            | No                            | Sì                            |
| Windows 7            | Professional     | Downgrade                     | Sì                            | Sì                            | Sì                            | Sì                            |
| Windows 7            | Ultimate         | Downgrade                     | Sì                            | Sì                            | Sì                            | Sì                            |
| Windows 7            | Enterprise       | No                            | No                            | No                            | Sì                            | Sì                            |
| Windows 8.x          | (Core)           | Sì                            | Sì                            | Sì                            | No                            | Sì                            |
| Windows 8.x          | Professional     | Downgrade                     | Sì                            | Sì                            | Sì                            | Sì                            |
| Windows 8.x          | Enterprise       | No                            | No                            | No                            | Sì                            | Sì                            |
| Windows 8.x Embedded | Industry         | No                            | No                            | No                            | Sì                            | No                            |
| Windows 10           | Home             | N.D.                          | Sì                            | Sì                            | Sì                            | Sì                            |
| Windows 10           | Pro              | Downgrade                     | N.D.                          | Sì                            | Sì                            | Sì                            |
| Windows 10           | Enterprise       | No                            | No                            | No                            | N.D.                          | Sì                            |
| Windows 10           | Education        | No                            | No                            | No                            | Downgrade                     | N.D.                          |

## Rami di rilascio
I nuovi rilasci di Windows 10, chiamati aggiornamenti funzionali, vengono rilasciati due volte l'anno come aggiornamento gratuito per gli utenti Windows 10 esistenti. Ogni aggiornamento di funzionalità contiene nuove funzionalità e altre modifiche al sistema operativo. Il ritmo con cui un sistema riceve gli aggiornamenti delle funzioni dipende dal ramo di rilascio da cui il sistema scarica gli aggiornamenti. Windows 10 Pro, Enterprise e Education possono facoltativamente utilizzare un ramo che riceve gli aggiornamenti a un ritmo più lento. Queste modalità possono essere gestite tramite le impostazioni di sistema, Windows Server Update Services (WSUS), Windows Update for Business, Criteri di gruppo o tramite sistemi di gestione dei dispositivi mobili come Microsoft Intune.

### Windows Insider
Windows Insider è un programma di beta test che consente l'accesso a build pre-rilascio di Windows 10; è progettato per consentire agli utenti esperti, agli sviluppatori e ai fornitori di testare e fornire feedback sui futuri aggiornamenti delle funzionalità di Windows 10 man mano che vengono sviluppati. Windows Insider è composto da tre "anelli", "veloce" (che riceve nuove build non appena vengono rilasciate), "Lento" (che riceve nuove build in ritardo dopo che sono state distribuite agli utenti dell'anello Veloce) e "Passa alla versione successiva".

#### Canale semiannuale (mirato)
Il canale semi-annuale (mirato), precedentemente noto come Current Branch (CB), distribuisce tutti gli aggiornamenti delle funzionalità man mano che si diplomano dal ramo di Windows Insider. Microsoft supporta solo l'ultima build. A partire dalla versione 1703, vengono fornite ulteriori impostazioni per sospendere o differire gli aggiornamenti delle funzioni per un periodo di tempo specificato, ma non sono disponibili su Windows 10 Home.

#### Canale semiannuale
Il canale semi-annuale, precedentemente noto come Current Branch for Business (CBB), distribuisce gli aggiornamenti delle funzionalità con un ritardo di quattro mesi dalla loro versione originale al canale semiannuale. Ciò consente a clienti e fornitori di valutare ed eseguire test aggiuntivi su nuove build prima di implementazioni più ampie. I dispositivi possono essere riportati al canale semiannuale (mirati) in qualsiasi momento. Il canale semi-annuale non è disponibile su Windows 10 Home.

#### Long-Term Servicing Channel (LTSC)
Questa opzione di manutenzione è disponibile esclusivamente per Windows 10 Enterprise LTSC edition e distribuisce istantanee di questa edizione che vengono aggiornate ogni 2-3 anni. LTSC si conforma alla politica di supporto tradizionale di Microsoft che era in vigore prima di Windows 10: non sono aggiornati con nuove funzionalità e sono supportati con aggiornamenti critici per 10 anni dopo il loro rilascio. Microsoft scoraggia ufficialmente l'uso di LTSC al di fuori dei "dispositivi per scopi speciali" che eseguono una funzione fissa e quindi non richiedono nuove funzionalità di esperienza utente. Di conseguenza, esclude Windows Store, la maggior parte delle funzionalità di Cortana e la maggior parte delle app in bundle (includendo Microsoft Edge). Secondo un annuncio di Microsoft, questa opzione di manutenzione è stata rinominata da Long-Term Servicing Branch (LTSB) nel 2016 a Long-Term Service Channel (LTSC) nel 2018, per adeguarsi alle modifiche al nome sopra menzionate.

### Annotazioni
1. ↑  Esistono quattro livelli di telemetria, nell'ordine di grandezza: Sicurezza, base, avanzato e completo. Più alto è il livello, più informazioni vengono inviate a Microsoft.
2. ↑  Windows Hello richiede hardware specializzato, come un lettore di impronte digitali, un sensore IR illuminato o un altro sensore biometrico.
3. ↑  Su Windows 10 Pro, viene visualizzata un'applet del Pannello di controllo corrispondente a questa funzione, ma è comunque necessaria un'immagine di Windows 10 Enterprise o Education.[39][40]